# Търговско дружество
Търговското дружество, наричано също компания или корпорация, е юридическо лице, създадено за извършването на търговска дейност.
Дружеството е организация и корпорация с юридическа правосубектност, която обединява хора с обща цел, обикновено за печалба. Дружеството е субект, който съществува в законите на всяка съвременна държава и е приета правна рамка за управление на съвместната бизнес дейност на хората, която има предимства и недостатъци, за разлика от партньорството.
Идеята за дружествата е създадена през XVII век (въпреки че в 14 век има сходни тела в Скандинавия), за да се намалят рисковете при рисковите бизнес начинания. Докато собственикът на фирма, който не е в рамките на дадено дружество, е изложен на всички бизнес рискове и е лично отговорен за дълговете на бизнеса, в дружеството ситуацията е различна.
Правната идея на дружеството е, че дружеството, в рамките на което се извършва цялата бизнес дейност, е отделна правна структура (тяло), която е различна от нейните учредители и собственици. Основателите обикновено са собственици на дружеството чрез притежаването на акции и се наричат акционери. Делът всъщност представлява пакет от договорни права и задължения, които титулярът дължи на дружеството и дружеството дължи на титуляра; Например, правото да участвате в печалбите на дружеството. По този начин има почти пълно разделяне между юридическото лице на дружеството и акционерите. Ако например определена страна има иск или иск срещу дружеството, тя не може да съди акционерите. Адресатът на всеки проблем е самото дружество. Дружеството и неговите акционери не са едно и също нещо. Само в специални случаи на крещяща нечестност или измама, съдът може да задейства процедура, с която позволява директно предявяване на искане към акционерите в дружеството.
Търговските дружества са най-честата организационна форма на съвременните предприятия. Те могат да имат различна структура и начин на функциониране, като българското търговско право разграничава няколко форми, главно според степента на отговорност на съдружниците:
- Събирателно дружество (СД) – в него съдружниците отговарят за задължения на дружеството с цялото си имущество
- Дружество с ограничена отговорност (ООД) – в него съдружниците отговарят за задължения на дружеството до размера на неговия уставен капитал – това означава, че при изцяло внесен капитал дружеството отговаря за задълженията си само със своята собственост, но не и със собствеността на съдружниците
- Командитно дружество (КД) – съчетание на предходните две форми, при което част от съдружниците (командитери) са неограничено отговорни, а останалите (командитисти) – ограничено отговорни
- Акционерно дружество (АД) – по отношение на отговорността на съдружниците е подобно на ООД, но има по-усложнена структура на управление, анонимност на съдружници и други особености
- Командитно дружество с акции (КДА) – съчетава характеристики на КД и АД.

## Частни и публични дружества
Частната компания е компания, която се държи от частно лице или ограничен брой собственици.
„Публично дружество“ е дружество, чиито акции се търгуват на борсата или се предлагат на обществеността по проспект, определен в Закона за ценните книжа и се държи от обществеността.
В повечето случаи частна компания става публично дружество, когато има желание от страна на дружеството да предлага акциите си на широката публика, като издава първоначални акции на гражданите и след това извършва редовна търговия с акциите на дружеството чрез фондова борса.
Навсякъде по света маркировките се използват за публични компании. Например, публично дружество в Обединеното кралство ще получи знака на Plc, което означава Public Limited Company.